# Juraj Tarr
Juraj Tarr (Komárno, Nitra, 18 de fevereiro de 1979) é um canoísta eslovaco especialista em provas de velocidade.

## Carreira
Foi vencedor da medalha de prata em K-4 1000 m em Pequim 2008, junto com os seus colegas de equipa Michal Riszdorfer, Erik Vlček e Richard Riszdorfer.
Tarr representou seu país na Rio 2016 e ganhou a medalha de prata no prova do K4-1000m